# Czysta (Pommeren)
Czysta is een plaats in het Poolse district  Słupski, woiwodschap Pommeren. De plaats maakt deel uit van de gemeente Smołdzino en telt 163 inwoners.